# Grijze spitsvogel
De grijze spitsvogel (Artamus fuscus) is een zangvogel uit de familie Artamidae (spitsvogels).

## Verspreiding en leefgebied
Deze soort komt voor van India en Sri Lanka tot zuidoostelijk China en Indochina.

## Status
De grootte van de populatie is niet gekwantificeerd maar de soort wordt omschreven als algemeen in het oosten van zijn verspreidingsgebied en schaars in het westen. Op de Rode lijst van de IUCN heeft deze soort de status niet bedreigd.